# Insulamon
Insulamon là một chi cua nước ngọt trong họ Cua núi.

## Các loài
Chi cua này gồm các loài sau:
- Insulamon unicorn Ng & Takeda, 1992
- Insulamon palawanense Freitag, 2012
- Insulamon magnum Freitag, 2012
- Insulamon johannchristiani Freitag, 2012